# Christian Friedrich Wutstrack
Christian Friedrich Wutstrack (né en 1764 à Neu Klücken près d'Arnswalde dans la Nouvelle-Marche et mort en 1813) est un éducateur, topographe et écrivain prussien.

## Biographie
Après avoir terminé l'école primaire à Neu Klücken, Wutstrack étudie au collège Jageteufel (de) à Alt Stettin. Ce collège est un établissement d'enseignement supérieur pour garçons défavorisés, c'est-à-dire une école pour les pauvres. Bien qu'il soit exonéré des frais de scolarité et de logement, il doit payer sa propre nourriture, ses vêtements et son linge de lit ainsi que son matériel pédagogique. Durant l'hiver 1779/1780, il est encore étudiant au Collège Jageteufel.
Selon ses propres déclarations, il n'a jamais étudié à l'université. Cependant, il étudie probablement à une école de formation d’enseignants après avoir obtenu son diplôme d’études secondaires. Il semble avoir trouvé son premier emploi important en 1787 dans la maison des cadets de Stolp, où il travaille comme professeur de langues étrangères et, entre autres, donne des cours de français.
Vers 1788, il commence à constituer une vaste collection de livres dans tous les domaines du savoir afin de pouvoir fonder à Stolp une bibliothèque publique à but non lucratif, qui devient effectivement une institution publique en 1790. Il est lui-même bibliothécaire. Cependant, son espoir que les frais de fonctionnement courants de la bibliothèque puissent être couverts par l'imposition de frais de lecture n'est pas fondé. Entre 1793 et 1794, il ferme à nouveau la bibliothèque. Début juin 1791, il vend aux enchères une collection de livres composée de 2 000 volumes à l'aide d'un catalogue publié dans les villes de Berlin, Francfort-sur-l'Oder, Stettin, Stargard. , Stolp, Dantzig, Culm et Königsberg peuvent être achetés.
Wutstrack est exposé à des tensions sociales à Stolp, dues à la remise en question de l'objectif caritatif de la fondation de sa bibliothèque. Il y travaille comme enseignant à la maison des cadets au moins jusqu'en avril 1795. Vers 1797, il travaille comme chercheur privé à Königsberg. Il se rend ensuite à Bialystok, en Nouvelle-Prusse-Orientale, pour occuper le poste de secrétaire de chambre. En 1798, à cette époque, il publie la pièce en cinq actes Der Heiratskontrast.
En 1793, Wutstrack publie un livre de 800 pages sur l'histoire de la Poméranie, avec lequel il condense l'ouvrage monumental sur l'histoire du duché de Poméranie-Occidentale et ultérieure, publié par Ludwig Wilhelm Brüggemann entre 1779 et 1784, avec l'ajout d'autres faits historiques dans un manuel pour un usage domestique. Un addendum de 440 pages à cet ouvrage suit en 1795. L'historien Martin Wehrmann souligne que les publications de Wutstrack sur l'histoire de la Poméranie sont « importantes » dans l'introduction de son propre ouvrage Geschichte von Pommern. Wutstrack explique son intérêt particulier pour l'histoire de la Poméranie en disant que la région de Nouvelle-Marche où il est né appartenait autrefois à la Poméranie et que ses ancêtres sont des Poméraniens. Dans la liste de références de son œuvre principale de 1793, il marque d'une étoile les historiens eux-mêmes venus de Poméranie.
Il traduit le livre Geschichte der Miss Elise Warwick, Dantzig 1792, de l'anglais
Wutstrack a également travaillé comme chercheur privé à Dantzig. En 1807, il publie une chronique de la ville de Dantzig. Il semble que ce soit sa dernière publication, bien qu'il ait annoncé, à l'occasion de la publication de sa comédie Heiratskontrast en 1798, qu'il souhaite présenter d'autres pièces. Le silence de Wutstrack en public coïncide avec les guerres napoléoniennes. Il est marié et a déjà des enfants en 1793.

## Œuvres
- Kurze historisch-geographisch-statistische Beschreibung von dem  königlich-preussischen Herzogthume Vor- und Hinter-Pommern. Stettin 1793. (Google Books)
- Nachtrag zur Kurzen historisch-geographisch-statistischen Beschreibung von dem  königlich-preußischen Herzogtum Vor- und Hinterpommern. Stettin 1795 (Google Books, ohne gefaltete Seiten) (Rezension, S. 499–500).
- Der Heiratskontrast – ein Schauspiel in fünf Aufzügen. Leipzig 1798, 142 Seiten (Rezension, S. 107–109).
- Historisch-topographisch-statistische Nachrichten von der Königlich-Westpreußischen See- und Handelsstadt Danzig. Danzig 1807